# Александра Бастедо
Александра Лендон Бастедо (9 березня 1946 — 12 січня 2014) — британська актриса, найбільш відома за роллю секретного агента Шерон Макріді в британському шпигунському/науково-фантастичному пригодницькому серіалі «Чемпіони» 1968 року. Бастедо була вегетаріанкою, прихильницею захисту тварин і написала ряд книг на обидві теми.

## Раннє життя
Бастедо народилася в Гоуві, Англія. Її мати (ліберіанка Доріна Рескальова, 1917—2001) мала французьке, німецьке та італійське походження, тоді як її батько канадського походження (Гілберт Лендон Бастедо, 1915—1985) мав іспанське, голландське, шотландське коріння та предків з корінних американців. Вона відвідувала середню школу Брайтона і Гоув і Брайтонську школу драми.

## Професійна кар'єра
Бастедо дебютувала в кіно як одна з головних героїнь фільму Вільяма Касла «13 переляканих дівчат» (1963), який був погано сприйнятий. Вона привернула увагу на європейському континенті, отримавши прізвисько «La Bastedo». Одна з її перших появ у масовій культурі була у фільмі 1966 року «Лікар у конюшині», де вона з'являється в ролі молодої медсестри, яка танцює з сером Ланселотом на вечірці (роль, яка не говорить).
Незважаючи на те, що глядачам телепередач 1960-х років вона була найбільш знайома як Шеррон Макріді у фільмі «Чемпіони», вона також була відома своїми мовними навичками, розмовляючи італійською, іспанською, французькою та німецькою мовами. Ця здатність привернула до неї увагу Даунінг-стріт, 10, де вона працювала, щоб допомагати з перекладами, і принесла їй роль співведучої конкурсів «Міс Світу» разом з Пітером Маршаллом у 1980-х роках.
У 1979 році вона зіграла в серіалі «Спадок Афродіти». У 1988 році Бастедо була зіркою обкладинки Rank, концертного альбому британського гурту The Smiths, який посів 2 місце в UK Albums Chart. У 1992 році вона з'явилася в «Fat» — другому епізоді серіалу «Absolutely Fabulous», зігравши модель, подругу Едіни та Петсі 1960-х років. Її бачили у двох епізодах серіалу «Святий» разом із Роджером Муром.
У 2006 році Бастедо вперше возз'єдналася зі своїми колегами по фільму «Чемпіони», щоб дати коментарі та дати інтерв'ю для DVD-випуску шоу. Досі працюючи актрисою, вона з'явилася у фільмі "Бетмен: Початок " і гастролювала по театрах у 2006 році з постановкою «Поза розумним сумнівом» разом із Леслі Ґрентемом і Саймоном Уордом. У 2008 році вона приєдналася до акторського складу EastEnders, зігравши Синтію. У січні 2008 року вона з'явилася як співведуча (разом з Едом Стюартом) «Магія Мантовані» в Lighthouse, Пул. Успіх цього концерту призвів наступного року до другого концерту на тому самому місці з оркестром Мантовані, який вона знову виступила співавтором.

## Особисте життя
Бастедо зустрічалася з Девідом Фростом і Омаром Шарифом, але відхилила залицяння Стіва Макквіна, який, як вона згадувала, зробив їй пропозицію зі словами: «Моя дружина мене не розуміє». У випадку з Шарифом зв'язок тривав лише кілька тижнів через те, що актор грав у бридж, його нерегулярні години та той факт, що він брав телефонні номери в інших жінок.
Майк Томкіз, журналіст з Фліт-стріт, який покинув життя знаменитого репортера, щоб жити на самоті в пустелі, деякий час жив з нею в Канаді, і вони говорили про шлюб, але їй було заборонено виходити заміж за контрактом для Чемпіонів (з 1968 до 69). Він сказав, що вона була «найприголомшливішою істотою», яку він коли-небудь бачив.
У 1980 році в Чічестерському соборі Бастедо одружилася з Патріком Гарлендом, режисером, письменником і актором; він став директором Чичестерського фестивального театру, який довго працював. Бастедо написала мемуари «Остерігайтеся доберманів, віслюків і качок», а також кілька книг про догляд за котами та собаками. Її чоловік помер 19 квітня 2013 року

### Захист тварин
Бастедо була вегетаріанкою і засновницею заповідника для тварин «Alexandra Bastedo Champions» (ABC). В інтерв'ю для телесеріалу BBC Where Are They Now? Бастедо зазирнула у її особисте життя. Раніше вона була президентом свого місцевого відділення RSPCA, але покинула свою посаду в 2008 році, щоб присвятити більше часу своєму швидкозростаючому притулку для тварин у своєму будинку в Вест-Чілтінгтоні, Західний Суссекс. Журналістка, яка брала інтерв'ю у її чоловіка в 2010 році, описала їх домашнє оточення:
[W]e sit in his Sussex garden looking towards a small lake with a jetty and a battered rowing boat – a perfect pastoral scene which could be a stage set. He lives with his wife, the actress Alexandra Bastedo, who remains startlingly beautiful, a couple of Dobermans, some territorial cats, and a menagerie of horses, donkeys, pigs and goats – Bastedo runs an animal sanctuary. Garland's domain is largely inside the house where he closes doors to keep animals out of rooms lined with 12,000 books.
Вона також була патроном низки організацій із захисту тварин, зокрема Compassion in World Farming, Wildlife Aid Foundation, National Animal Welfare Trust, Greyhounds in Need і Naturewatch.

## Смерть
Бастедо померла від раку молочної залози 12 січня 2014 року у віці 67 років у лікарні в Вортінгу, Англія. Її поховали поруч із її чоловіком Патріком Гарлендом у церкві Святої Марії, Саллінгтон, Західний Суссекс. Службу проводив її місцевий священник і друг, преподобний Дерек Спенсер, який спостерігав за похоронами її чоловіка Патріка менше року тому.

## Фільмографія
- 13 Frightened Girls (він же The Candy Web) (1963) — Алекс
- Ліквідатор (1965) — радіооператор (в титрах не указан)
- Doctor in Clover (1966) — медсестра на вечірці (в титрах не указана)
- That Riviera Touch (1966) — Дівчина за рулеткою
- Казино Рояль (1967) — Мег
- Шлюбна ніч (1970) — Глорія — подруга
- Мій коханець, мій син (1970) — Сесілі Кларксон
- Цей, той та інший (1970) — Енджі
- Кашмірський біг (1970) — Генрієтта Флемінг
- Забризкана кров'ю наречена (1972) — Міркалла Карстайн
- Я ненавиджу своє тіло (1974) — Леда Шмідт
- Гуль (1975) — Анжела
- El Clan de los Nazarenos (1975) — Аріма
- Tudios y mi infierno (1976) — Лізелотта
- Find the Lady (1976) — Вікторія
- Людина всередині (1976, телефільм) — Джоан Літтон
- La Gioconda está triste (1977)
- Ель Мірон (1977) — Олена — дружина
- Кабо де Вара (1978) — Лола
- Стигма (1980) — Анна
- Вибір двох (1981)
- нічия! (1984, телефільм) — Бесс, подруга Гаррі в Белл Сіті / член акторської трупи
- La veritat oculta (1987) — Агнес / Хіромант
- Візантійський кіт (2002) — Барбара
- Бетмен: Початок (2005) — Дама Gotham Society

## Телебачення
- Граф Монте-Крісто (серіал, 1964) — Рене де Сен-Меран [ <span title="This claim needs references to reliable sources. (May 2021)">потрібна цитата</span> ]
- Терези справедливості (епізод The Haunted Man, 1966) — Лора
- Вистава в середу (1966) (телебачення) — Дівчина
- Святий (епізод " Фальшива графиня ", 1967) — Мірей / Джоан Вендель
- Чемпіони (серіал, 1968–69) — Шерон Макріді
- Call My Bluff as herself, 4 епізоди (1969—1975)
- Рендалл і Гопкірк (покійний) (епізод " Whoever Heard of a Ghost Dying? ", 1969) — Керол Латімер
- Кодове ім'я (1970) (серіал) — Діана Далзелл
- З висоти пташиного польоту (епізод «Sicillian Affair», 1970) — Ліза Веспуччі
- The Starlost (телесеріал, 1973), епізод 11 «The Astrometrics»
- Спадок Афродіти (міні-серіал, 1979) — Хелен
- «Цвіт магнолії», Агата Крісті, 1982 — Клер Гамільтон
- Легенда про чемпіонів (телевізор, 1983) — Шерон Макріді
- Абсолютно чудово (епізод «Fat», 1992) — Пенні Каспар-Морс
- EastEnders (2008—2009) — Синтія (остання поява на телебаченні)

## Радіо
- Halloween Party, Агата Крісті, радіо BBC 1993
- П'ять поросят Агати Крісті, радіо BBC 1994
- Elephants Can Remember Агата Крісті, драматізація Майкла Бейквелла, радіо BBC 2006